# Dichagyris hadjina
Dichagyris hadjina är en fjärilsart som beskrevs av Otto Staudinger 1891. Dichagyris hadjina ingår i släktet Dichagyris och familjen nattflyn. Inga underarter finns listade i Catalogue of Life.